# Filatima autocrossa
Filatima autocrossa is een vlinder uit de familie tastermotten (Gelechiidae). De wetenschappelijke naam is voor het eerst geldig gepubliceerd in 1937 door Meyrick.
De soort komt voor in Europa.